# (6579) Benedix
(6579) Benedix est un astéroïde de la ceinture principale.

## Description
(6579) Benedix est un astéroïde de la ceinture principale. Il fut découvert le 2 mars 1981 à Siding Spring par Schelte J. Bus. Il présente une orbite caractérisée par un demi-grand axe de 2,61 UA, une excentricité de 0,18 et une inclinaison de 15,9° par rapport à l'écliptique.

## Compléments